# Električna cesta
Električna cesta je međugradska cestovna prometnica na kojoj na jednom ili više prometnih trakova postoji elektrificirana infrastruktura u obliku nadzemnih zračnih vodova ili tračnica.

## Povijest
Elektromotori se u prijevozu putnika i robe rabe u željezničkom i tramvajskom prometu već od kraja 19. stoljeća, Werner von Siemens otvorio je prvu električnu tramvajsku liniju na svijetu u Lichterfeldeu kod Berlina 1881. godine. Više čimbenika je tijekom 20. stoljeća potaknulo razvoj hibridnih i elektroautomobila, od razvoja boljih baterija, rasta cijene nafte do svjetskih inicijativa za smanjenjem atmosferskog zagađivanja uvođenjem sve novijih i strožih normi za automobile s unutarnjim sagorijevanjem, odnosno davanjem poticaja za izgradnju mreža stanica za punjenje električnih automobila.
Početkom 21. stoljeća javljaju se prve električne ceste kao ceste iznad kojih su nadzemni zračni vodovi, kojima prometuju hibridna teretna vozila:
- od lipnja 2016. do 2018. provedeno je testiranje na 2-kilometarskom odsječku autoceste E16 u Švedskoj, sjeverno od Stockholma[2]

- od svibnja 2019. do 2022. hibridni kamioni trebali bi prometovati 5-kilomaterskim odsječkom autoceste A5 između Darmstadta i Frankfurta u Njemačkoj.[3]

## Vanjske poveznice
- https://www.youtube.com/watch?v=Z4YE_By6iho - snimka vožnje hibridnog kamiona u Njemačkoj, prosinac 2018.